# Matlame
Matlame, jedan od nekoliko ogranaka Indijanaca Matlatzinca koji su živjeli u meksičkoj državi Guerrero, porodica otomian. Govorili su posebnim dijalektom koji je nestao najkasnije do 1990.